# Víctor Salas (football, 1935)
Pour les articles homonymes, voir Víctor Salas.
Víctor Salas Escobar, né le 29 mars 1935 à Lima et mort le 2 avril 2021, est un joueur de football international péruvien qui évoluait au poste de défenseur.

## Biographie

### Carrière en club
Surnommé Monín, Víctor Salas joue durant toute sa carrière à l'Universitario de Deportes de Lima. Il est sacré à deux reprises champion du Pérou en 1959 et 1960.

### Carrière en sélection
Salas dispute le premier championnat des moins de 20 ans de la CONMEBOL en 1954 au Venezuela, sous les ordres de Raúl Chappell. 
L'année suivante, il est convoqué en équipe du Pérou et reçoit 17 sélections (aucun but) entre 1955 et 1957. Il prend part notamment à trois championnats sud-américains en 1955, 1956 et 1957.

## Palmarès
| Universitario de Deportes - Championnat du Pérou (2) : - Champion : 1959 et 1960. |  | Pérou - Championnat sud-américain : - Troisième : 1955. |